# 1889年巴黎国际工人代表大会
1889年巴黎国际工人代表大会（英語：International Workers Congresses of Paris, 1889）于1889年7月14日至21日在巴黎举行。大会上成立了第二国际。5月1日国际劳动节的庆祝活动也源于此次大会。

## 背景
第一国际于1876年解散。但在社会主义运动日益壮大的背景下，各党派和工会的活动频繁，以及诸如芝加哥的干草市场事件、英国的码头工人罢工和1889年鲁尔区的矿工罢工等大规模工人运动，使人们希望恢复跨国合作。1889年2月28日，一些来自欧洲社会主义政党的代表在海牙决定召集一次国际工人大会，定于同年7月在巴黎举行。为了保持传统，大会的开始时间定在1889年7月14日，即攻占巴士底狱，法国大革命爆发的百年纪念日。
在大会召开前，各派别之间发生了争执。强大的法国可能派，还有英国的工会，他们仅支持以经济斗争为导向的工人运动，并从社会主义大会中分裂出来。因此，在巴黎同时举行了两场有相同议程的集会。

## 相关人员
社会主义大会约有来自20个国家的400名代表参加。除了来自欧洲社会主义政党的代表外，还有来自俄罗斯、美国、阿根廷甚至埃及的代表。来自德意志帝国的代表有81名，其中包括爱德华·伯恩斯坦、克拉拉·蔡特金、卡尔·列金和格奥尔格·冯·福尔马尔。德国代表团的领导人是奥古斯特·倍倍尔和威廉·李卜克内西。尽管弗里德里希·恩格斯在准备工作中参与甚多，但他缺席了大会，以便专注于《资本论》第三卷的出版。大会由保尔·拉法格主持，他是卡尔·马克思的女婿。主席是威廉·李卜克内西和爱德华·瓦扬，后者是参与了1871年巴黎公社的老战士。

## 议程安排
- 各国工人状况及社会主义运动（报告人：维克多·阿德勒、奥古斯特·倍倍尔等）
- 常备军的废除与全民武装（报告人：爱德华·瓦扬等）
- 实现劳动保护要求的手段和途径（报告人：奥古斯特·倍倍尔等）
- 1890年5月1日的国际集会（提案人：雷蒙·拉维涅（法语：Raymond Lavigne (syndicaliste)））

## 会议内容
奥古斯特·倍倍尔在关于德国工人运动的长篇报告中，驳斥了党内部分人对工会的批评。他认为这种批评对社会主义运动构成了威胁。他提出，只有通过倡导切实可行的措施来改善工人们的工作和生活条件，才能唤起工人群众的阶级意识。来自威斯特法伦省的矿工代表迪克曼报告了鲁尔区的大规模矿工罢工。
大会将社会主义运动与无政府主义区分开来。与会者主张加强社会主义政党，以期获得政治权力。常备军应当被废除，以“人民武装”取而代之，即以瑞士为榜样的民兵制度。各民族之间的和平被视为工人运动的核心条件。
会议的中心议题是对八小时工作制的要求。大会通过了一项提案，决定在所有国家所有城市于同一天组织大规模的国际示威游行（各个国家的工人按照他们国家情况所许可的方式，组织这种示威游行），对国家当局提出要求：从法律上把工作日限制在8小时以内，并实现巴黎国际代表大会的其他一切决定。鉴于美国劳工联合会已经在1888年12月召开的圣路易代表大会上决定于1890年5月1日举行游行示威，以纪念芝加哥干草市場惨案的受害者，所以大会决定这一天（5月1日）为国际示威游行的日期。后来该项活动演变为了国际劳动节。
此外，代表们还要求对职业安全健康、女工与童工进行国际性规定。要求禁止14岁以下儿童工作，禁止女性的夜间工作。大会同时要求每周至少有36小时的连续休息时间，并主张国家应当干预职业安全健康。
克拉拉·蔡特金发表了关于女工状况的演讲。该演讲由爱琳娜·马克思为英语母语代表翻译。大会决议将女工视为“平等的斗争伙伴”，并要求同工同酬。艾玛·伊勒呼吁加强女工的组织。
1889年7月20日，大会隆重闭幕，代表们于次日为1871年巴黎公社的逝者献上花圈以示纪念。